# Prasat Sdok Kok Thom
Le temple hindouiste khmer de Sdok Kok Thom a été construit au XIe siècle. Ses ruines se trouvent dans la province de Sa Kaeo dans l'est de la Thaïlande, au milieu de la forêt, à l'écart de la grand-route entre les villes d'Aranyaprathet et Ta Phraya, un peu avant la frontière avec le Cambodge.
Construit en grès et en latérite, Sdok Kok Thom est dédié à Shiva,. Il est petit en comparaison des autres anciens temples khmers du nord-est de la Thaïlande. Sa valeur, pour les archéologues, réside dans le fait qu'on le considère comme un chaînon manquant dans l'étude de l'ancienne civilisation khmère.
On a en effet retrouvé dans le temple de Sdok Kok Thom une stèle, datée de 1053, capitale dans l'épigraphie khmère, qui énonce dans un long récit de 340 lignes la chronologie des anciens souverains du Cambodge, depuis l'accession au trône de Jayavarman II en 802 de notre ère, jusqu'à Udayādityavarman II qui régnait en 1053. On lit notamment dans le texte de cette stèle que Jayavarman II a passé quelque temps en captivité à Java (dans l'actuelle Indonésie) avant de revenir au Cambodge et se faire proclamer roi en 802.
C'est Jayavarman II qui au IXe siècle, introduisit le culte du dieu-roi (devaraja) dans le brahmanisme. Désormais, le roi est la représentation de Shiva, le dieu supérieur de la trinité brahmaniste : Brahma, Vishnu, Shiva. Le souverain doit être adoré comme une divinité, avec des rites formels dont l'observance, en ce qui concerne le temple de Sdok Kok Thom, a été confiée à une même famille de brahmanes qui les maintiendra pendant des siècles. Cette introduction est attestée par la stèle de Sdok Kok Thom, postérieure de 250 ans au règne de Jayavarman II, et n'est confirmée par aucun autre document. Shiva et le roi-dieu partagent le même symbole religieux, le lingam phallique.
Concernant cette stèle du temple de Sdok Kok Thom, à la suite d'une interprétation erronée, le « Mont Central » évoqué dans l'inscription avait été identifié comme étant le temple du Bayon, qui avait donc été classé comme shivaïte et parmi les plus anciens, selon Étienne Aymonier (1906) et Étienne Lunet de Lajonquiere (1911). Ce n'est que dans les années 1920-1930, avec les études de Louis Finot et Victor Gouloubew de l'École Française d'Extrême-Orient, que le temple de Phnom Bakheng a été identifié avec le Mont Central de l'inscription. Le roi constructeur de ce temple de Phnom Bakheng a ensuite été identifié comme étant Yasovarman Ier, (roi de 889 à 910) et fait explicitement référence à Jayavarman II comme fondateur de la première cité d'Angkor, le Bayon étant par la suite reconnu comme affecté au culte bouddhiste et construit ou remanié par Jayavarman VII à la fin du XIIe siècle.
La Thaïlande a lancé en 1995 un programme de 60 millions de bahts (1,25 million d'euros) pour la rénovation de Sdok Kok Thom, malgré les revendications du Cambodge sur le site. Le temple a été restauré par anastylose.

## Photographies

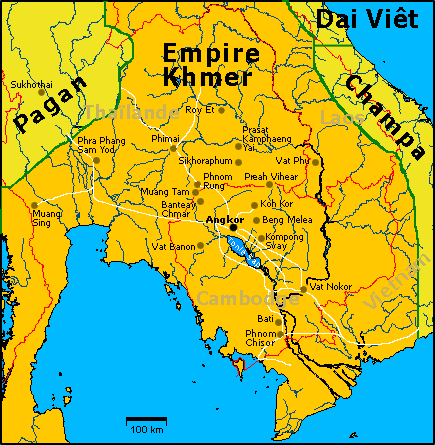
Principaux sites khmers

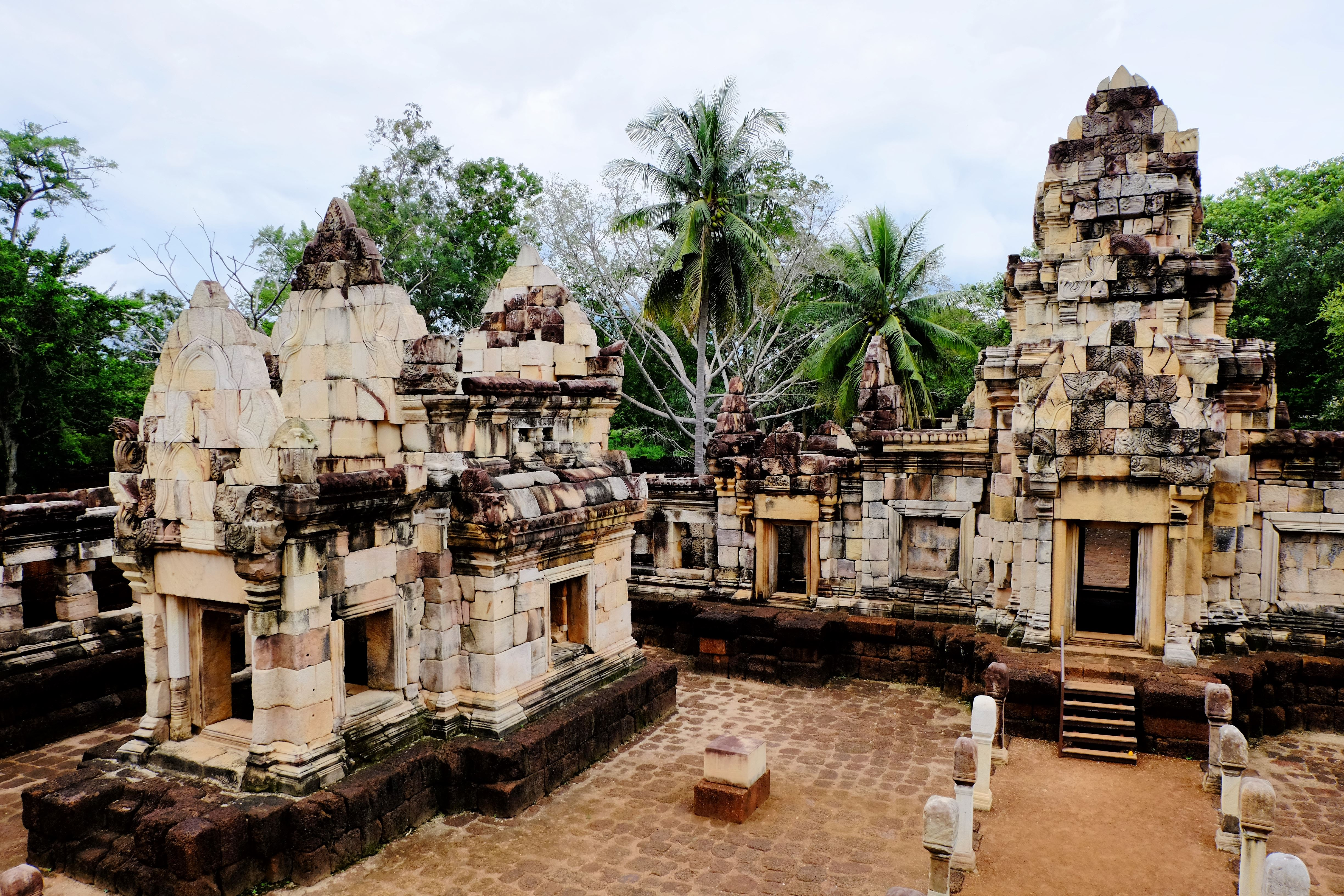
Bannalai (bibliothèque) et gopura (porte d'entrée du temple)

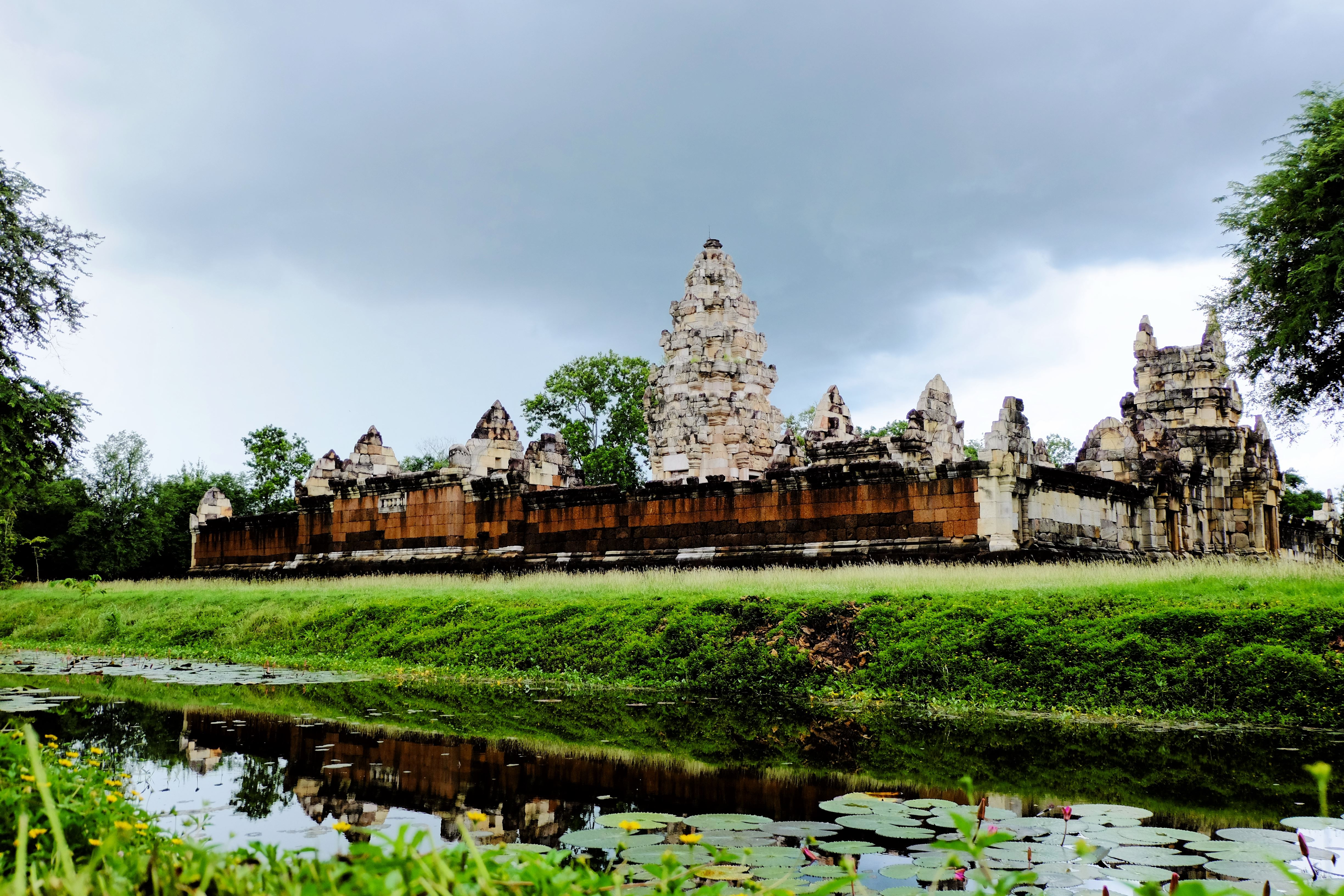
Enceinte avec sa galerie, tour sanctuaire principale et gopura

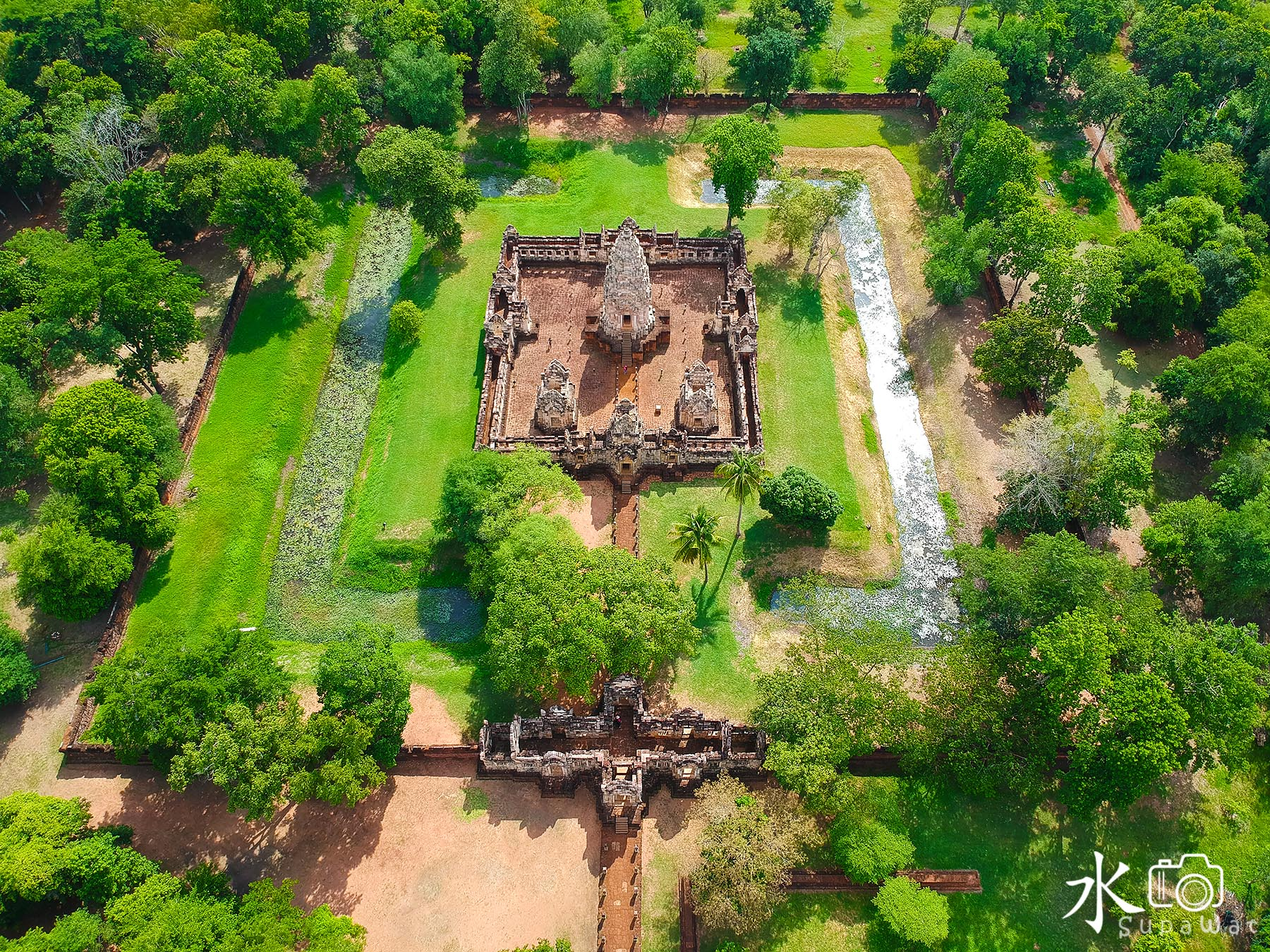
Vue du ciel

Avant restauration, dans les années 1980
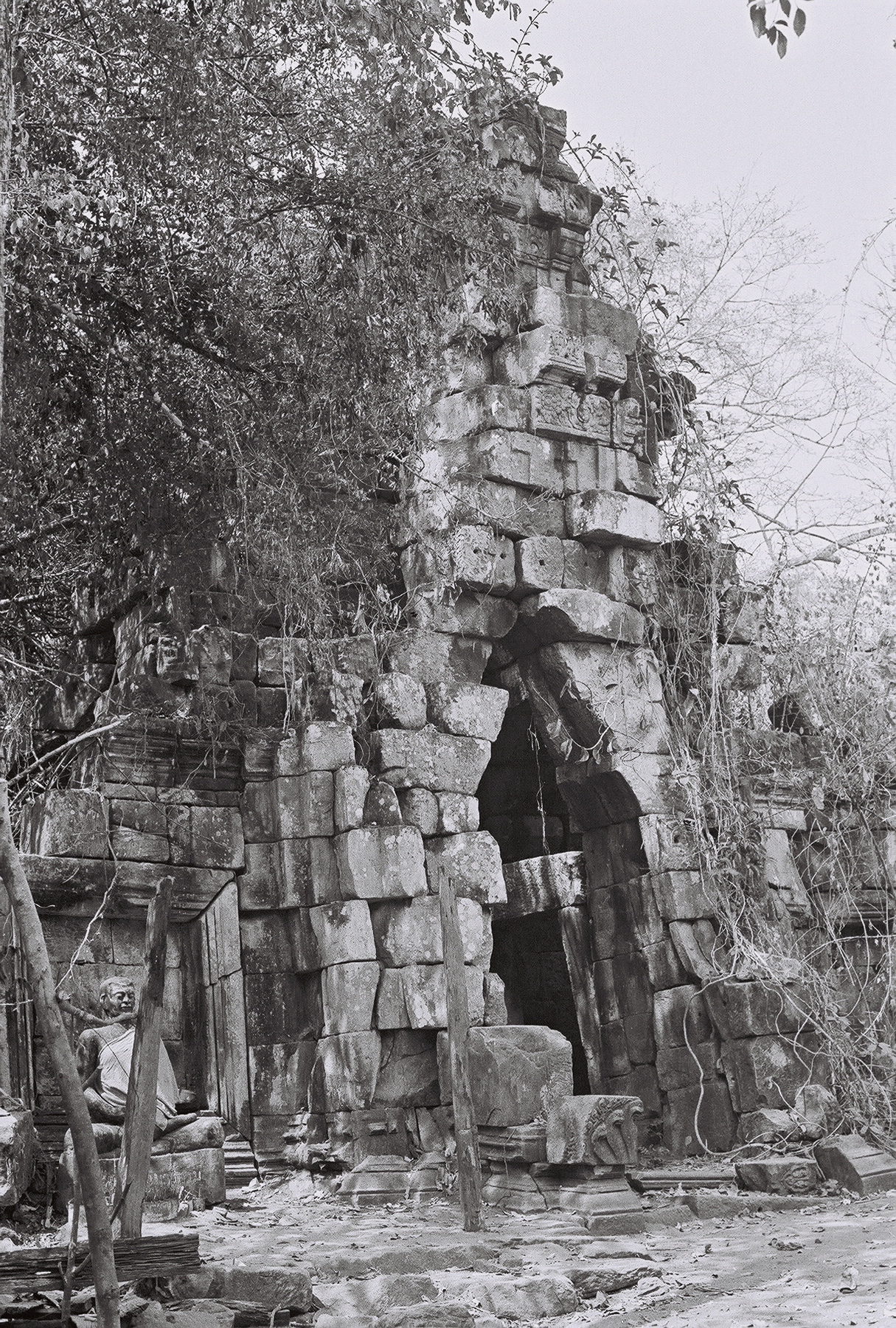
Gopura (porte d'entré du temple) avant restauration
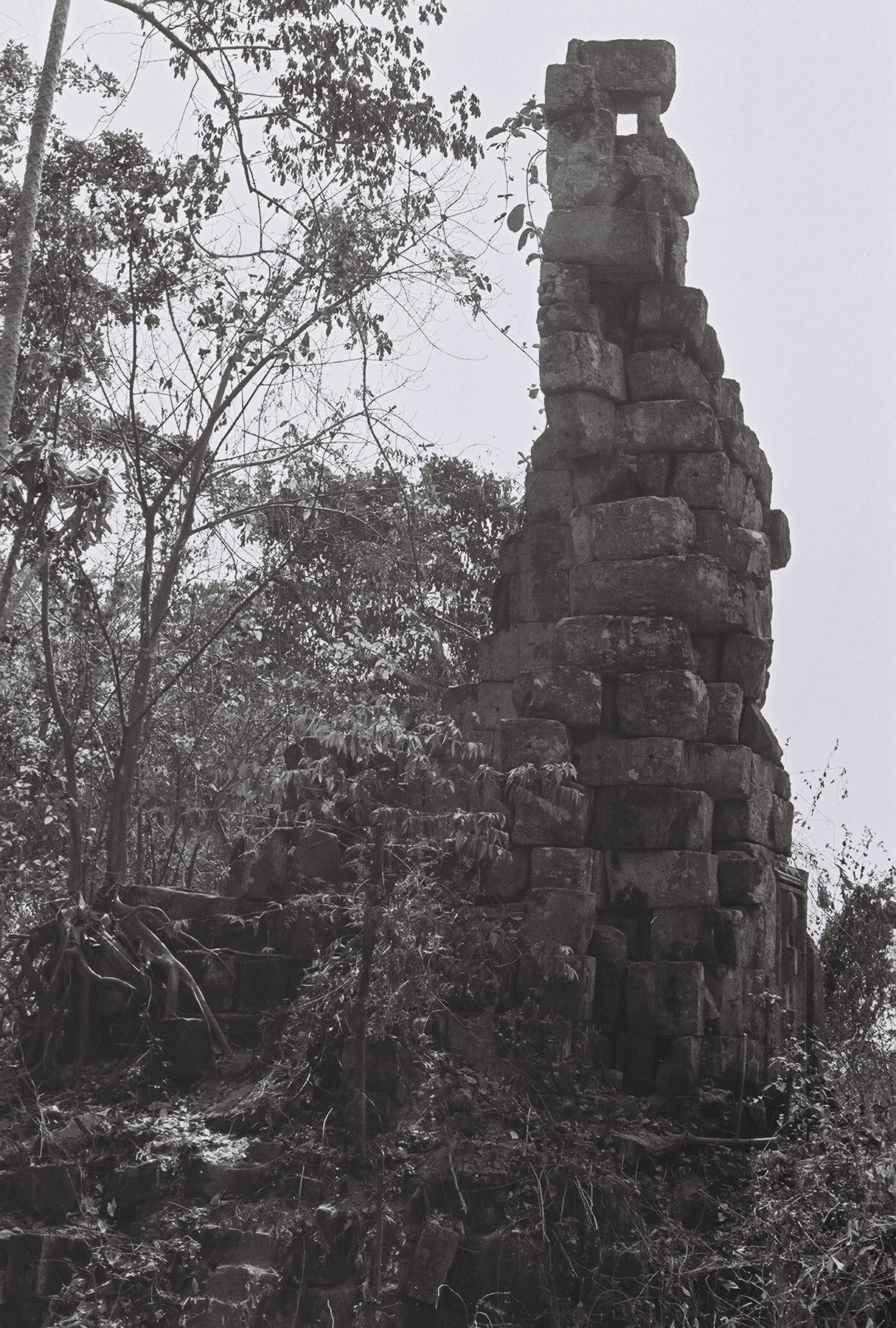
Tour sanctuaire principale avant restauration
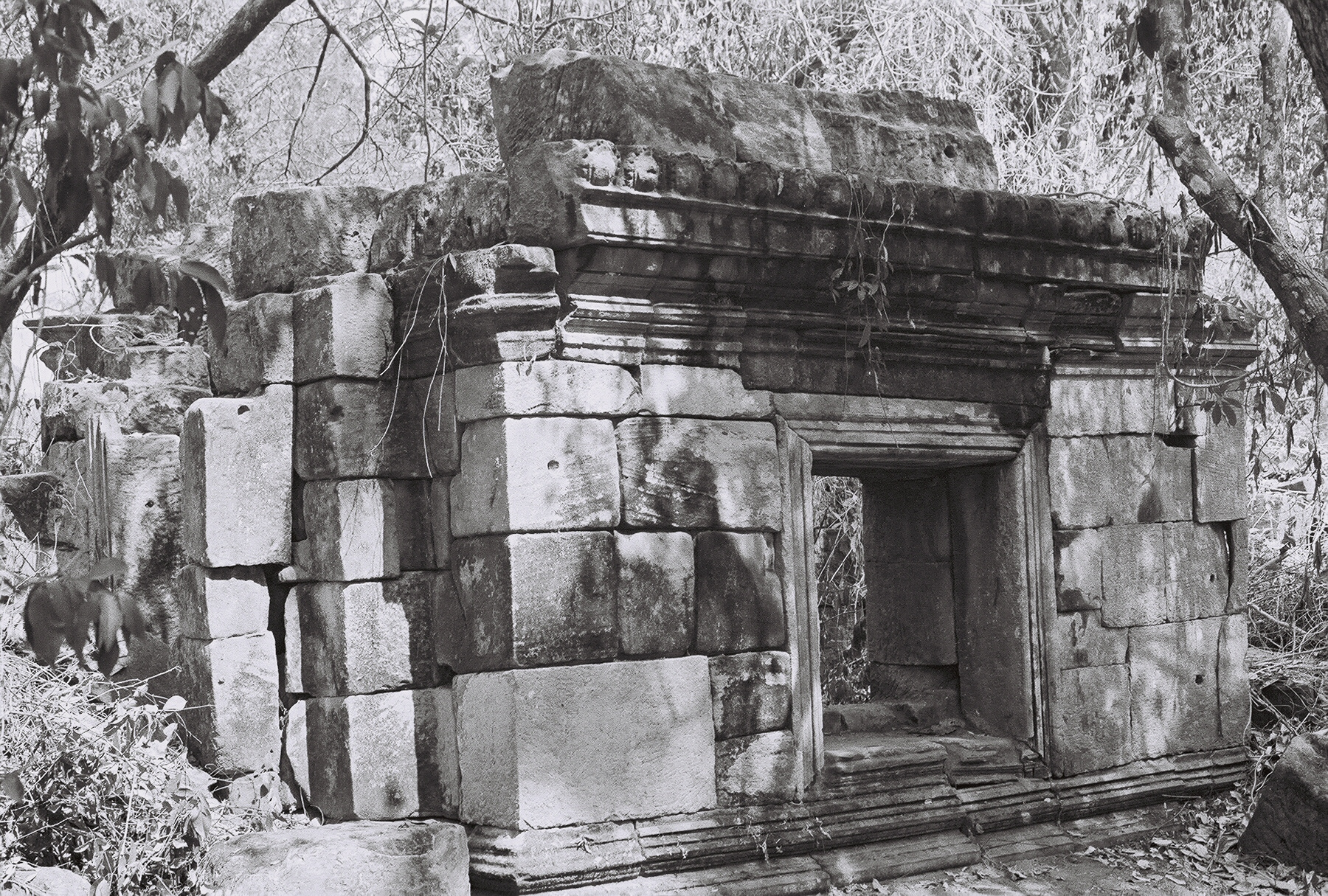
Bannalai (bibliothèque) où l'on conserve les textes religieux sacrés

Après restauration par anastylose
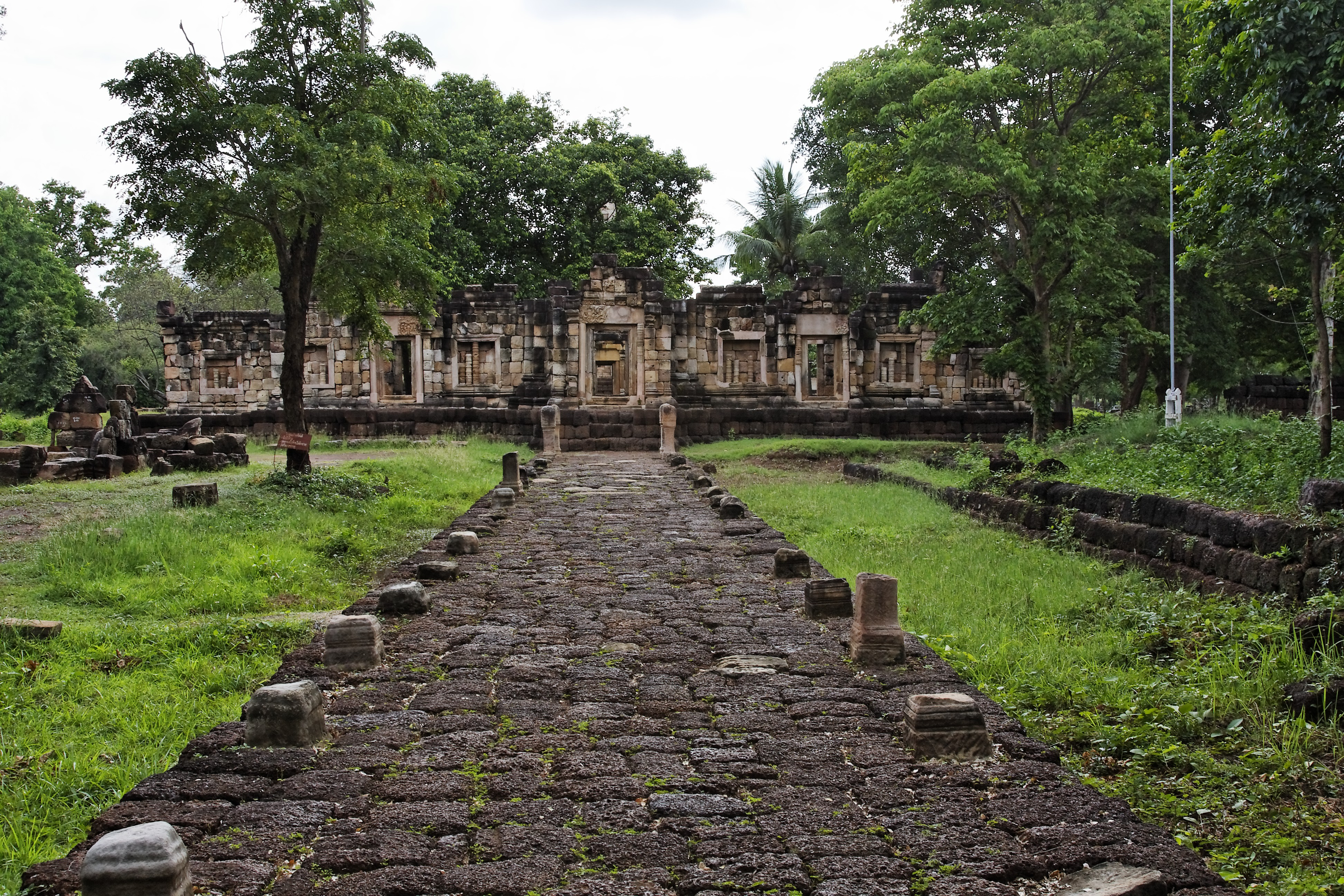
La chaussée qui accède au prasat
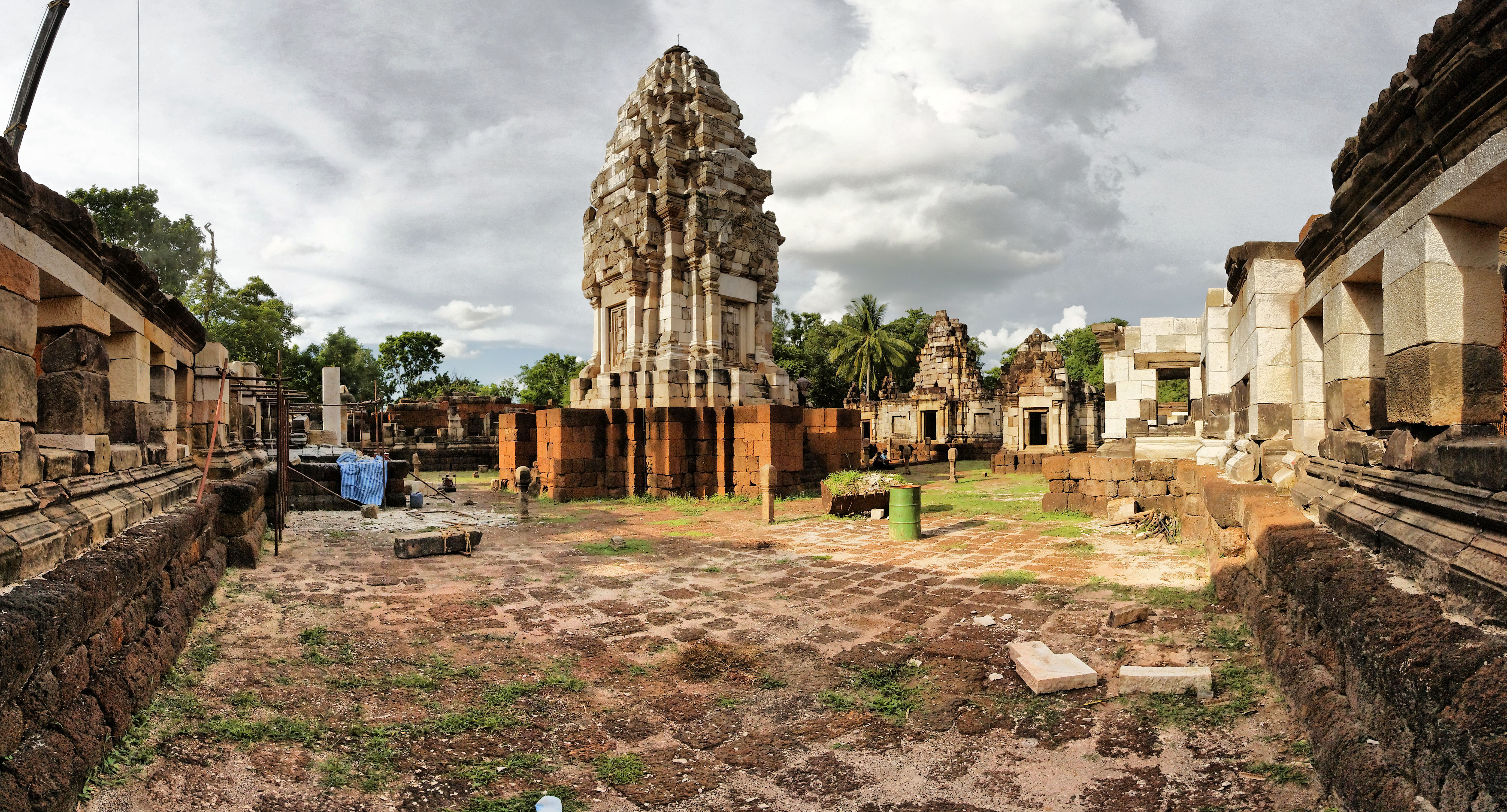
La tour sanctuaire principale, vue depuis l'intérieur de la cour ; le site est en cours de restauration (mai 2010)
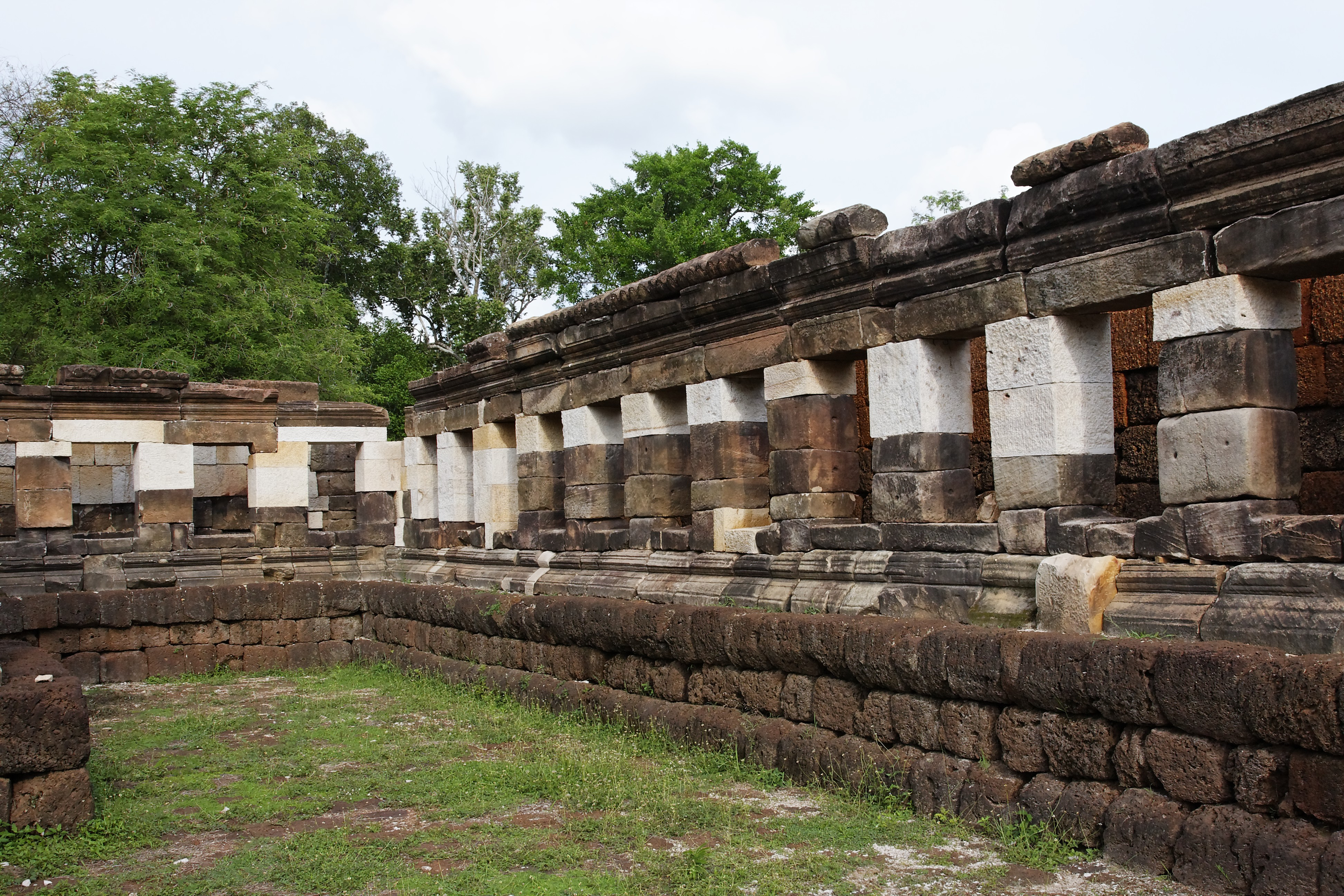
Vue de la galerie de grès sur base de latérite depuis l'intérieur de l'enceinte
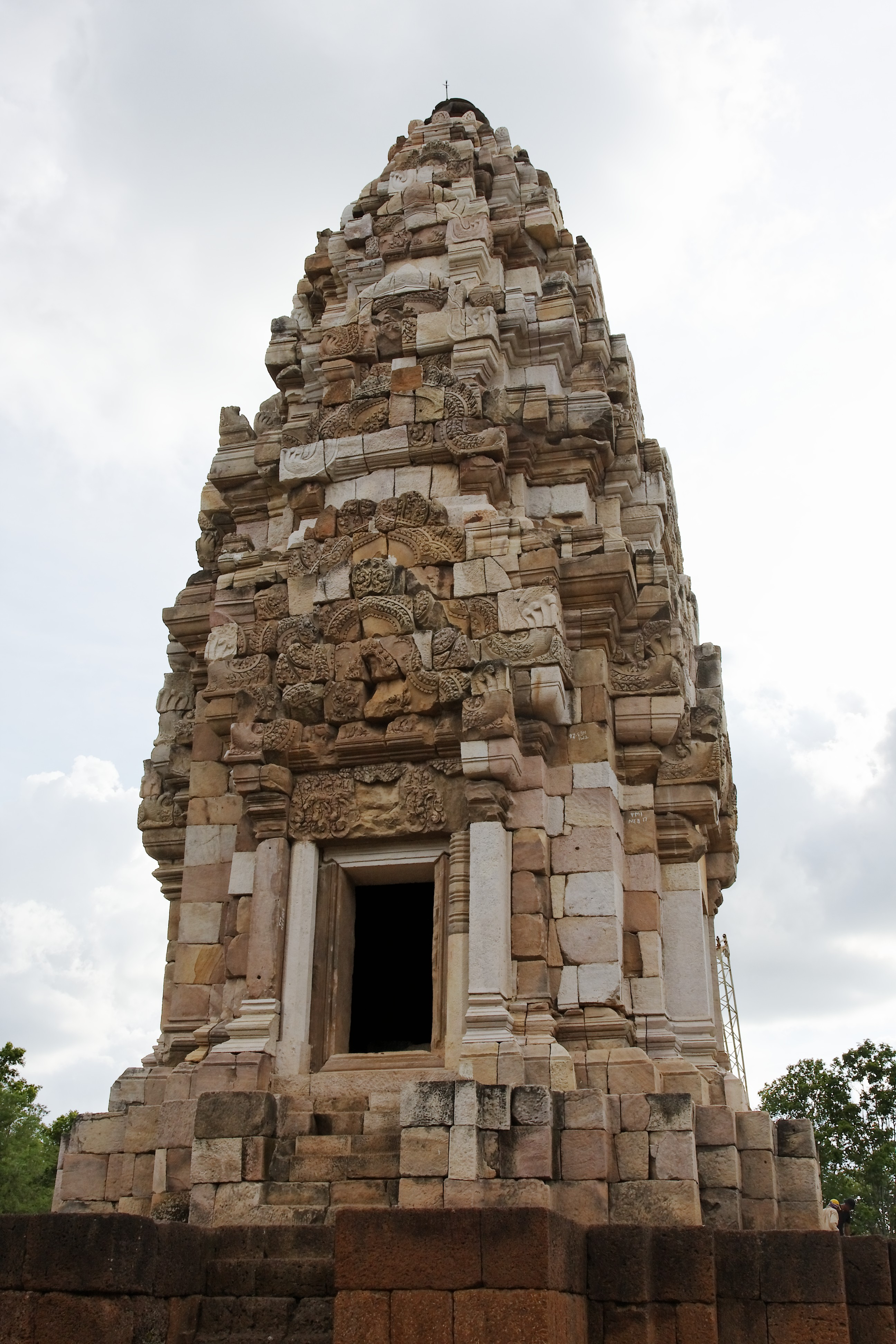
La tour sanctuaire principale, restaurée par anastylose
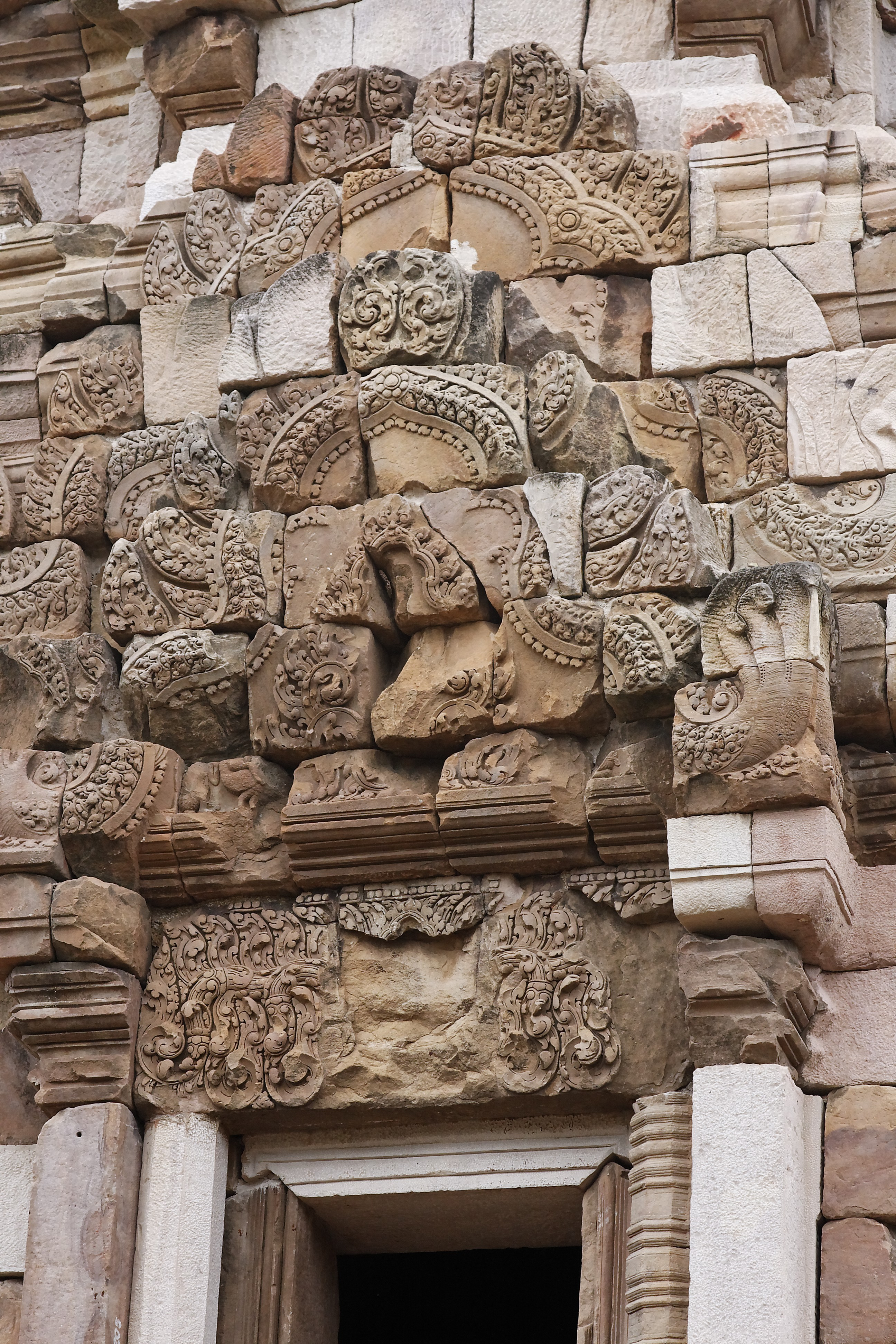
Linteau et fronton (tour sanctuaire principale)
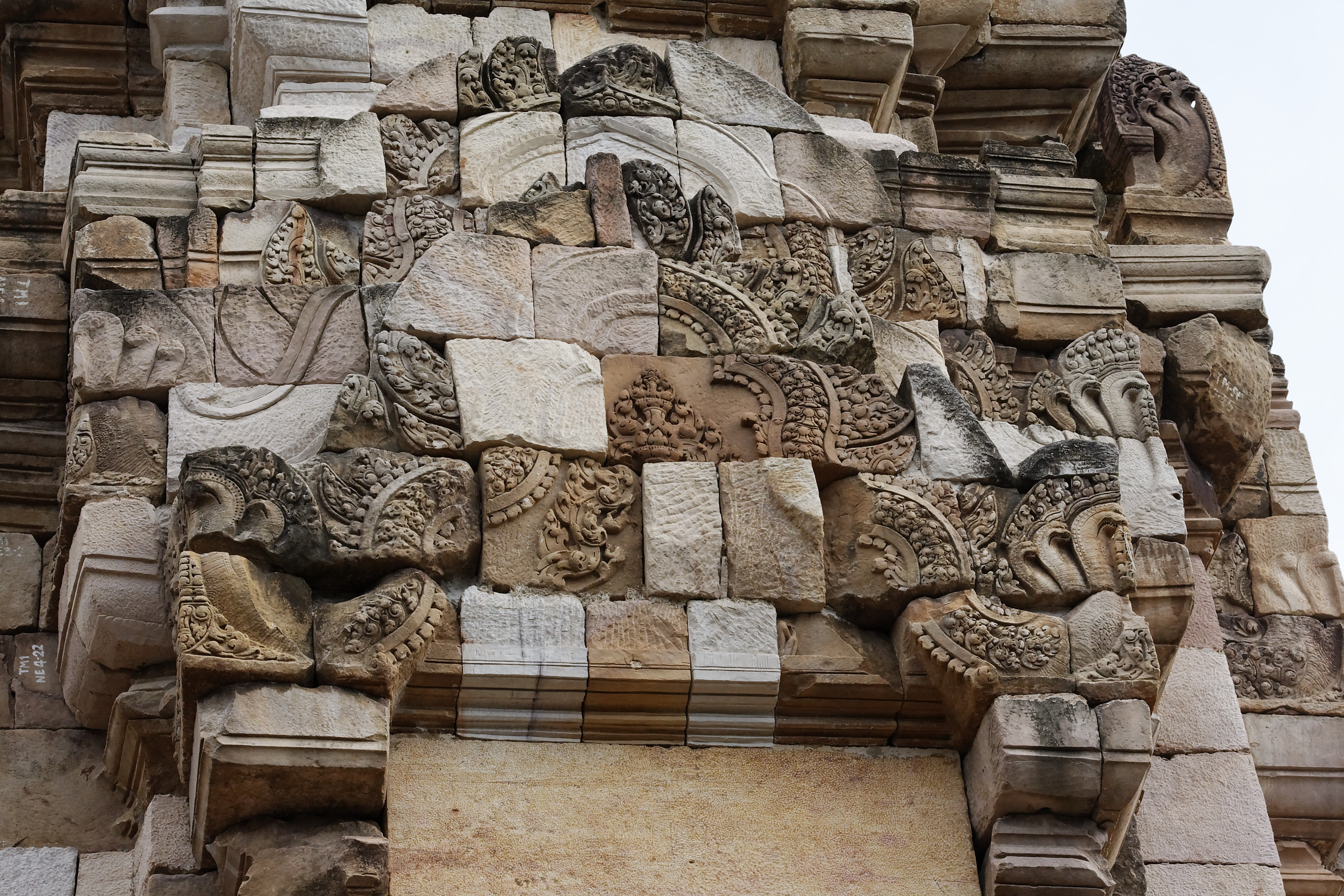
Fronton en grès (tour sanctuaire principale) avec décorations de nagas
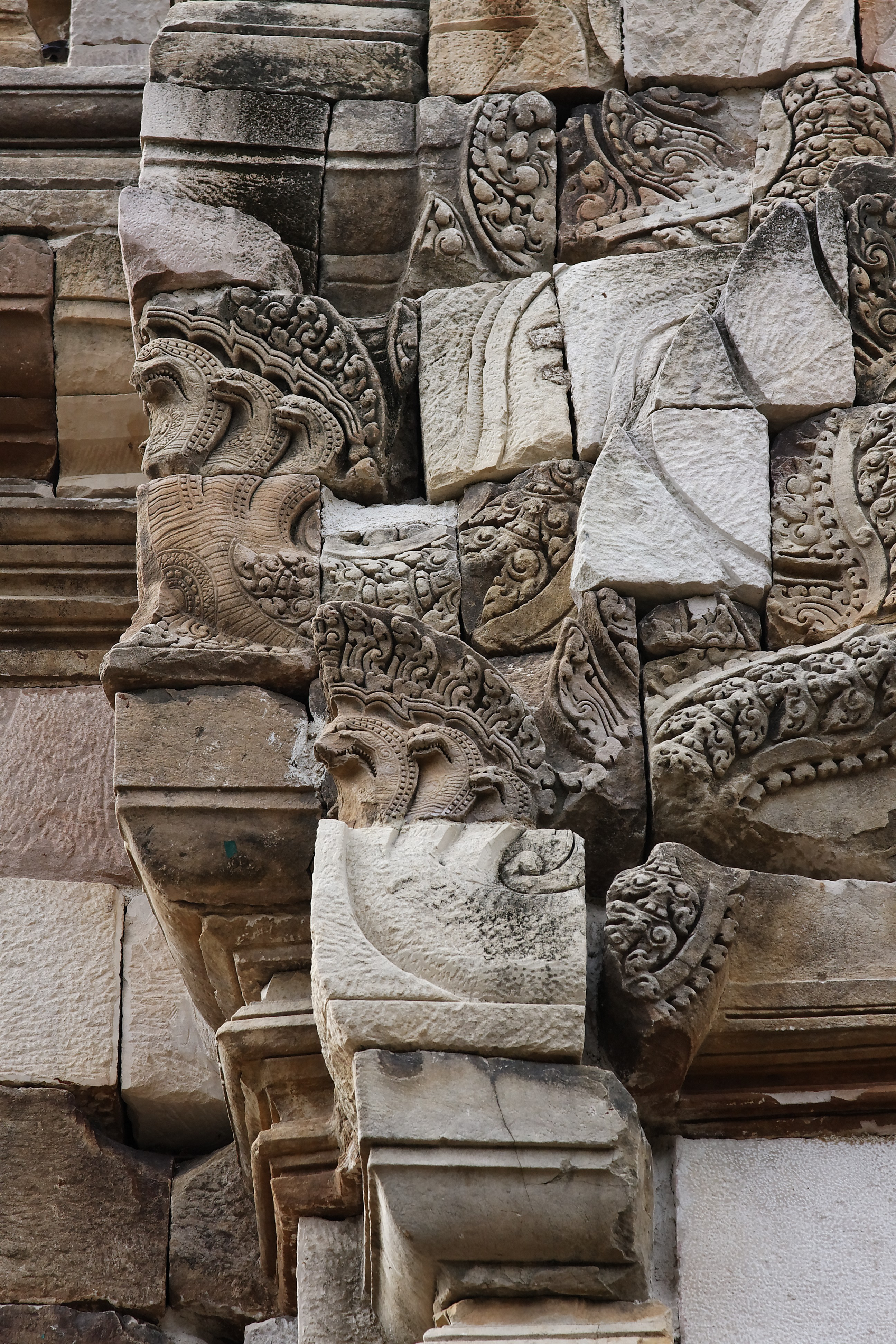
Détail d'un fronton: 2 étages de naga à cinq têtes
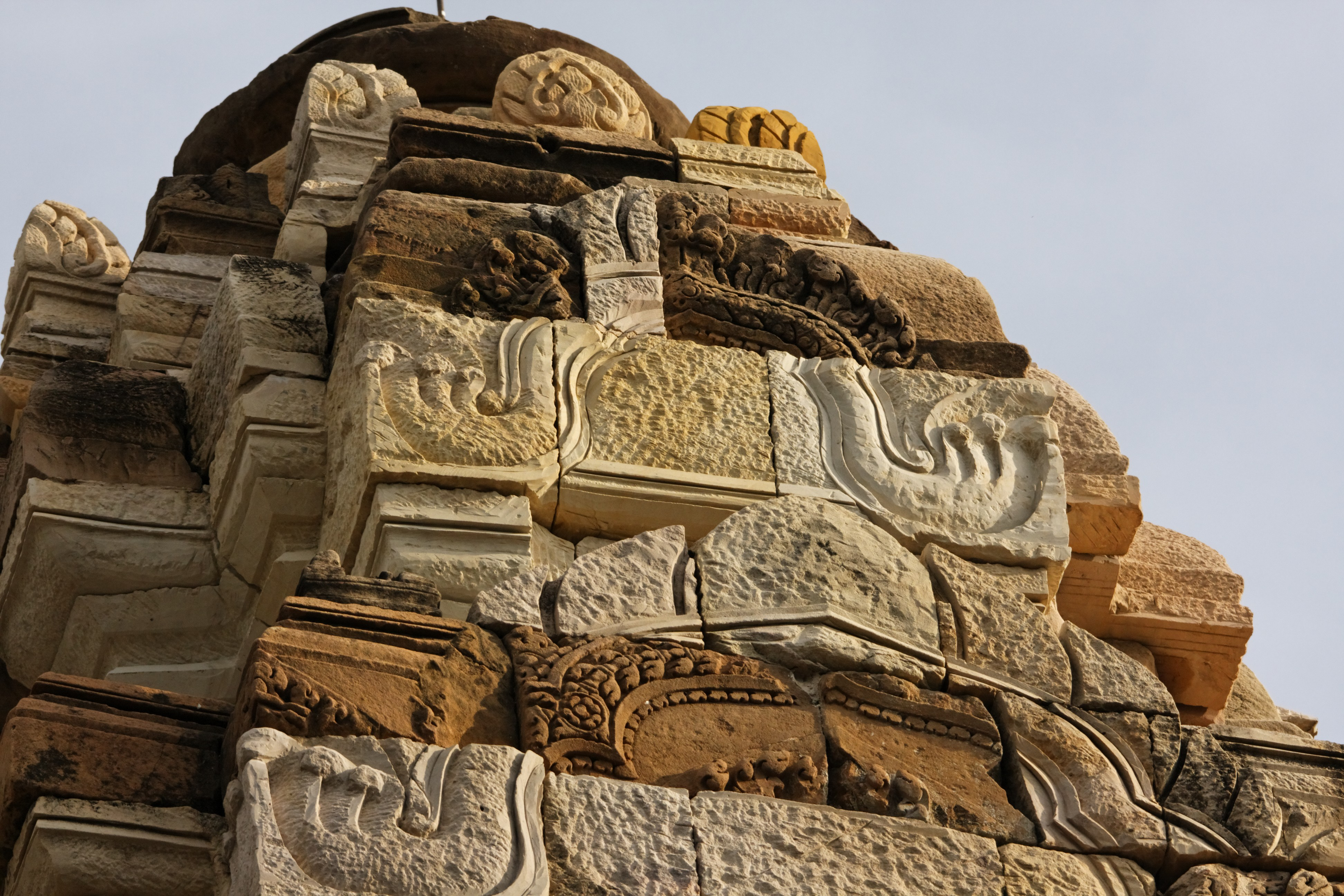
Sommet de la tour principale
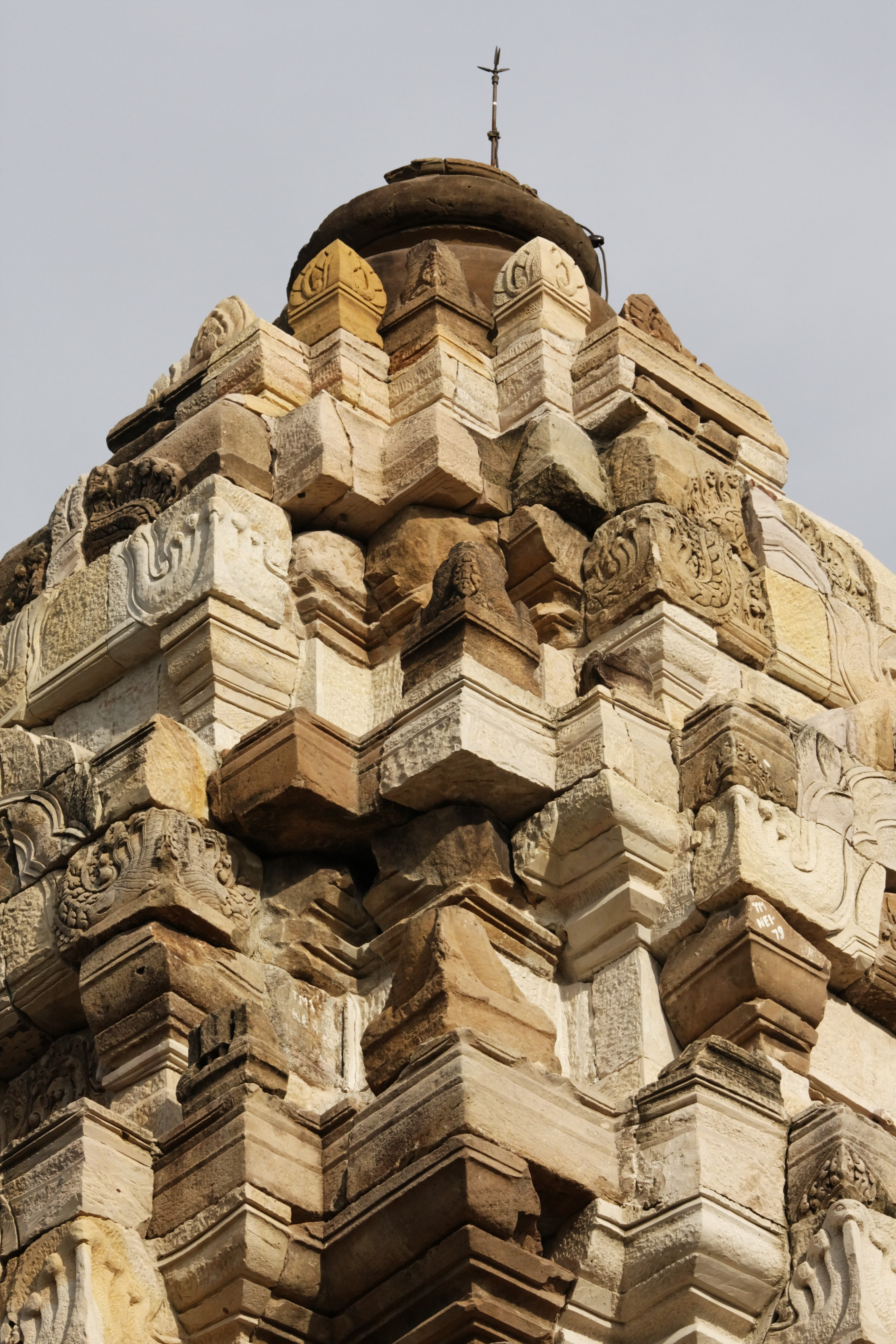
Sommet de la tour principale montrant le travail de restauration par anastylose
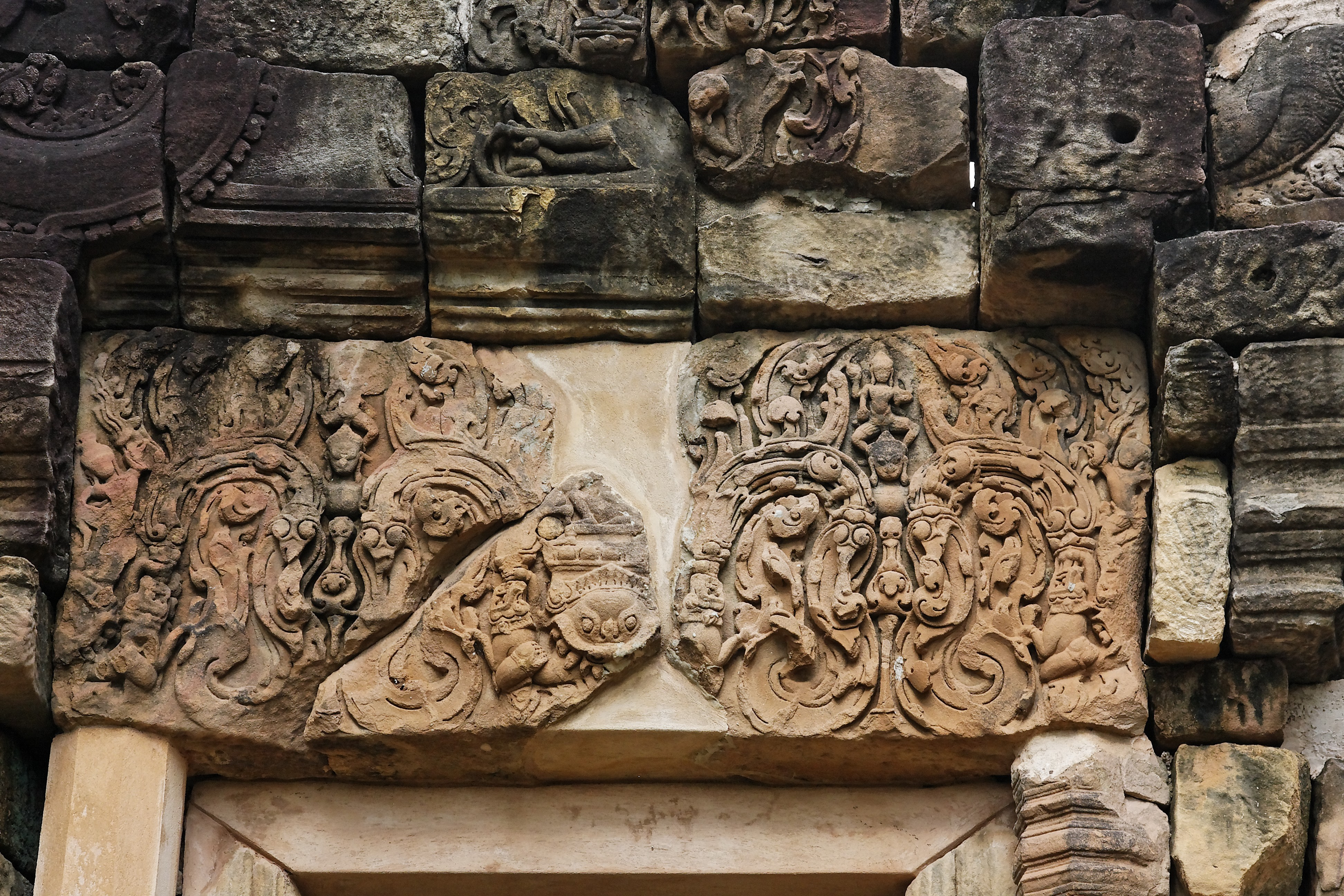
Linteau en grès : Shiva dansant et kâla
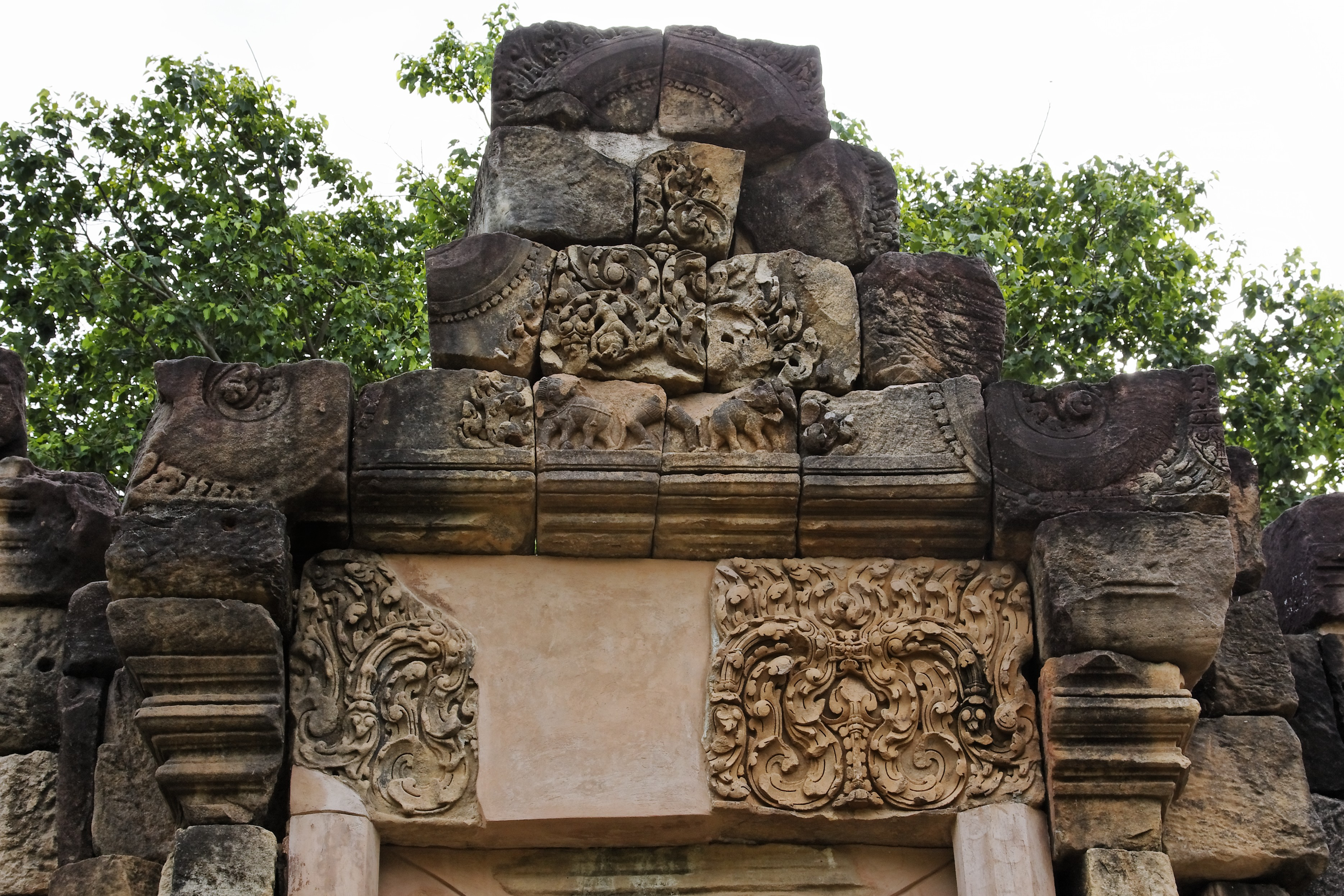
Restes de linteau et fronton en grès
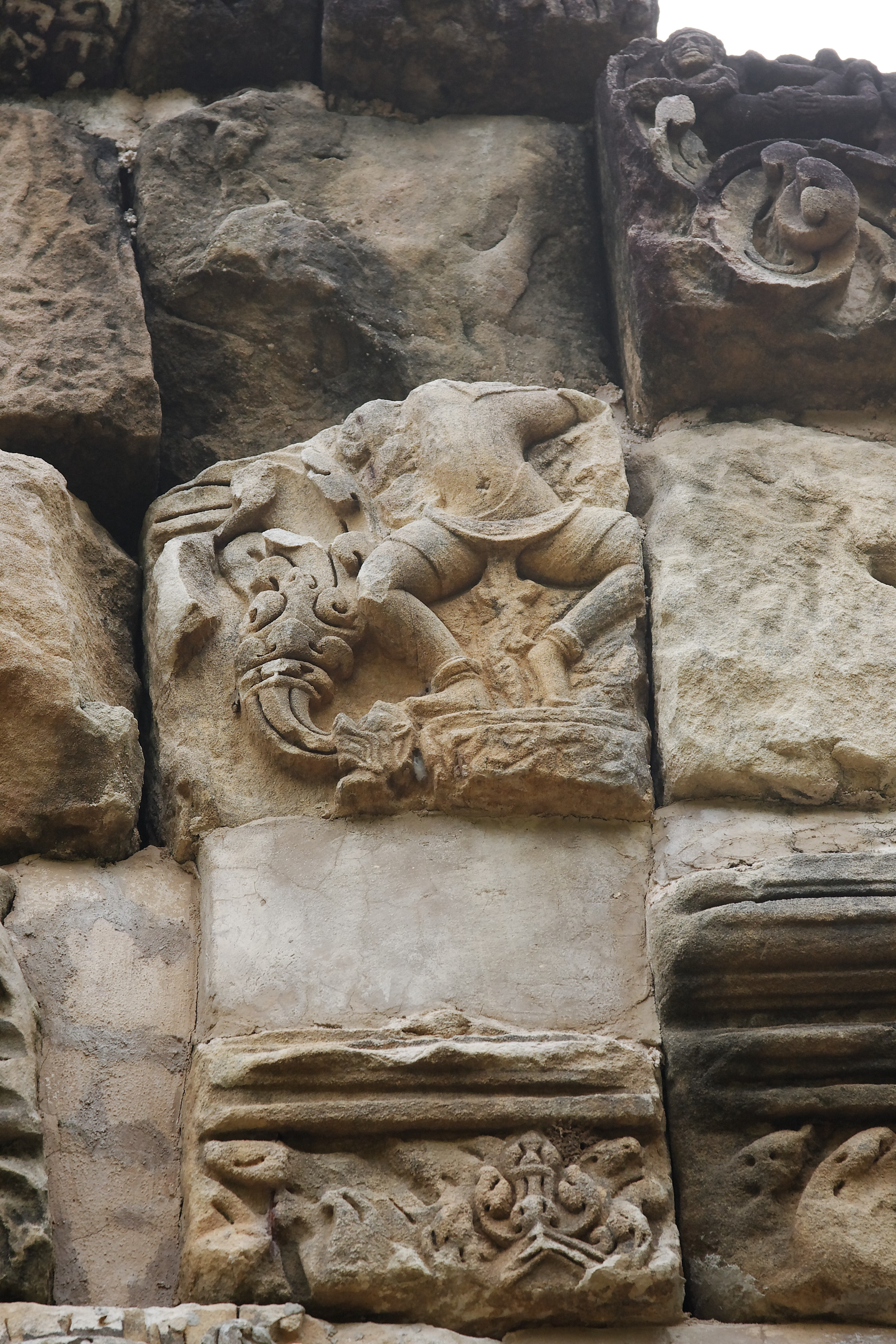
Détail d'un linteau : Shiva dansant
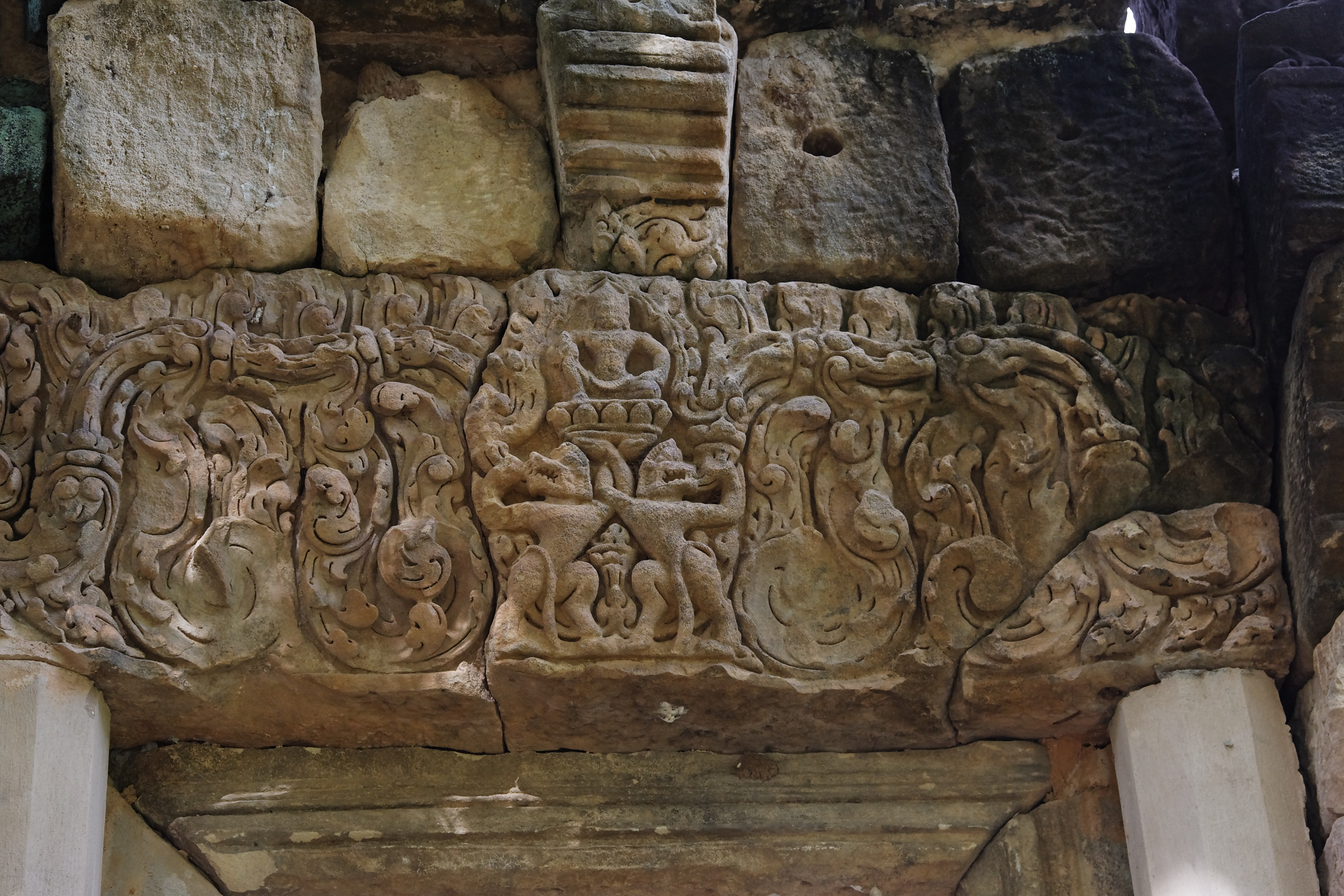
Linteau de grès : Shiva supporté par deux lions (voir sujet similaire sur un linteau du Prasat Sikhoraphum)
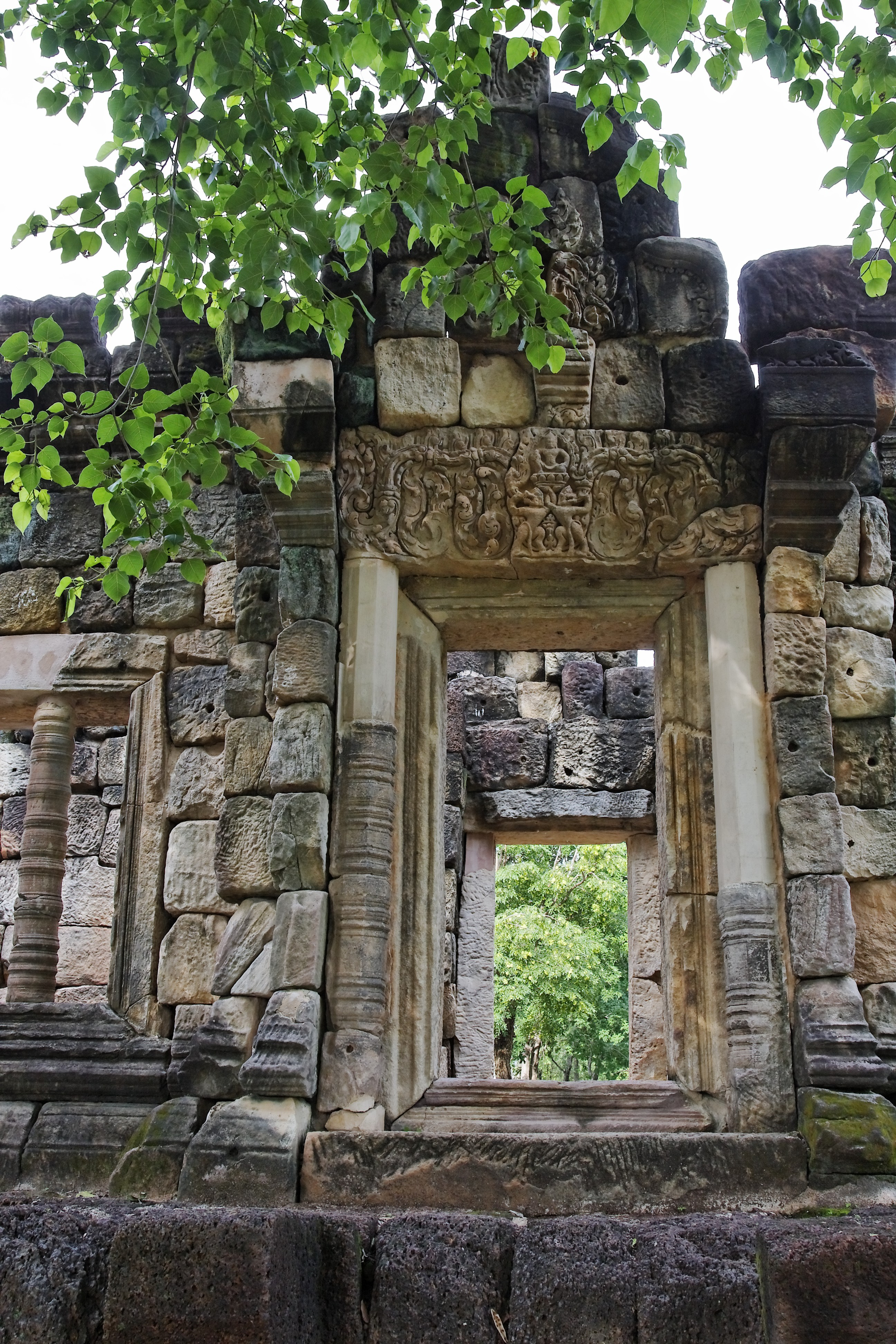
Le linteau en place, au-dessus de la porte en grès, décorée de colonnettes
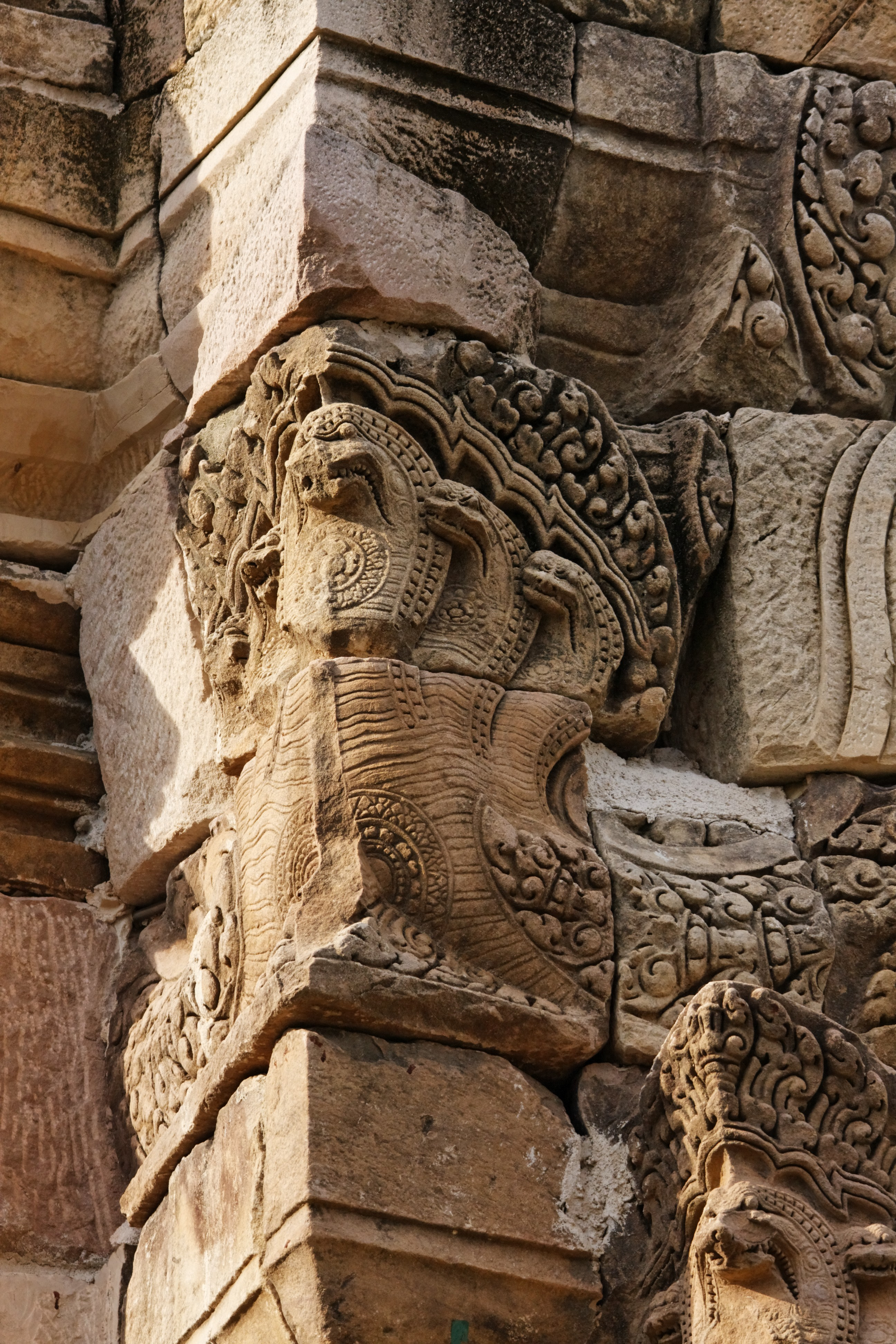
Nâga à cinq têtes
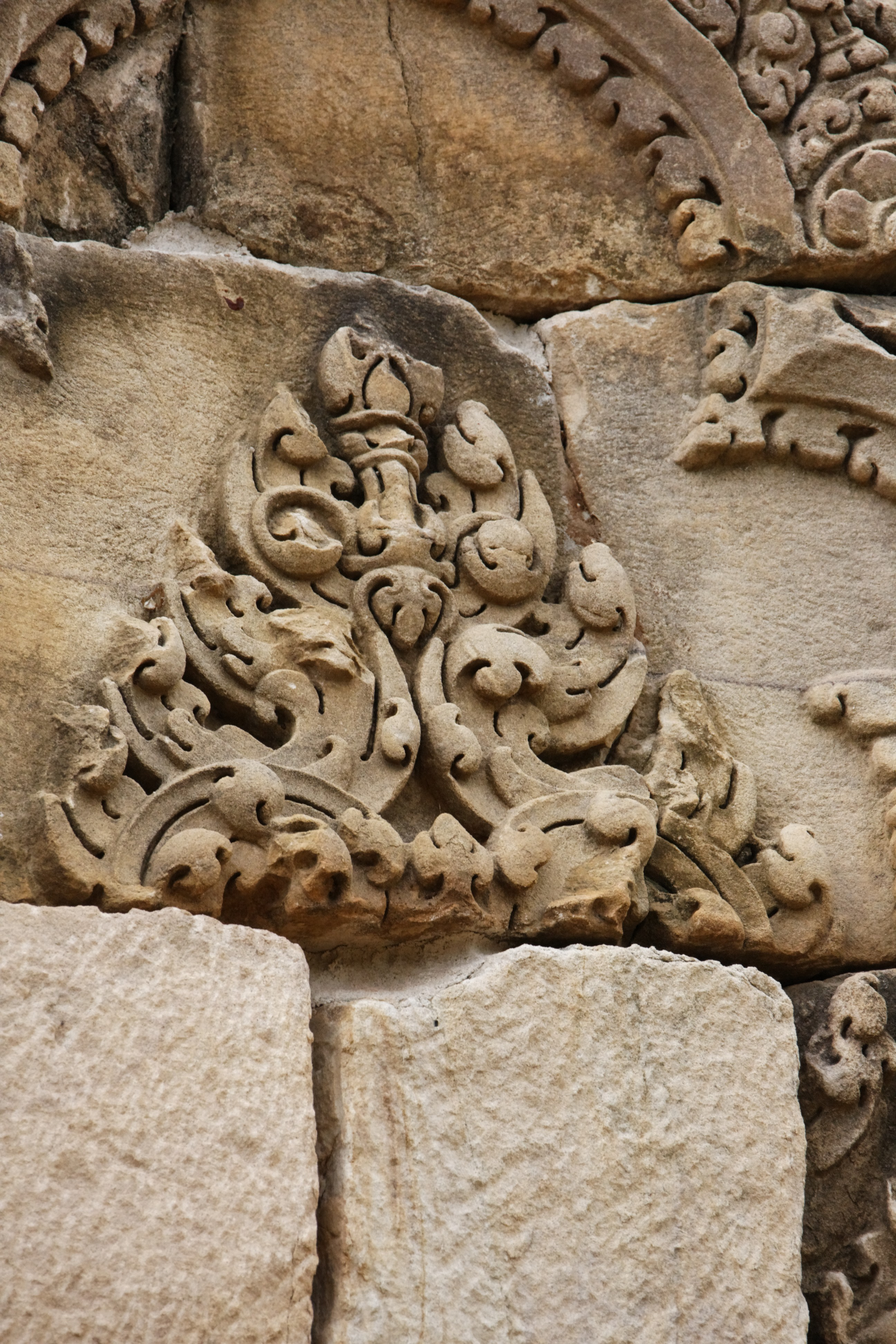
Détail d'un fronton en grès: motif végétal
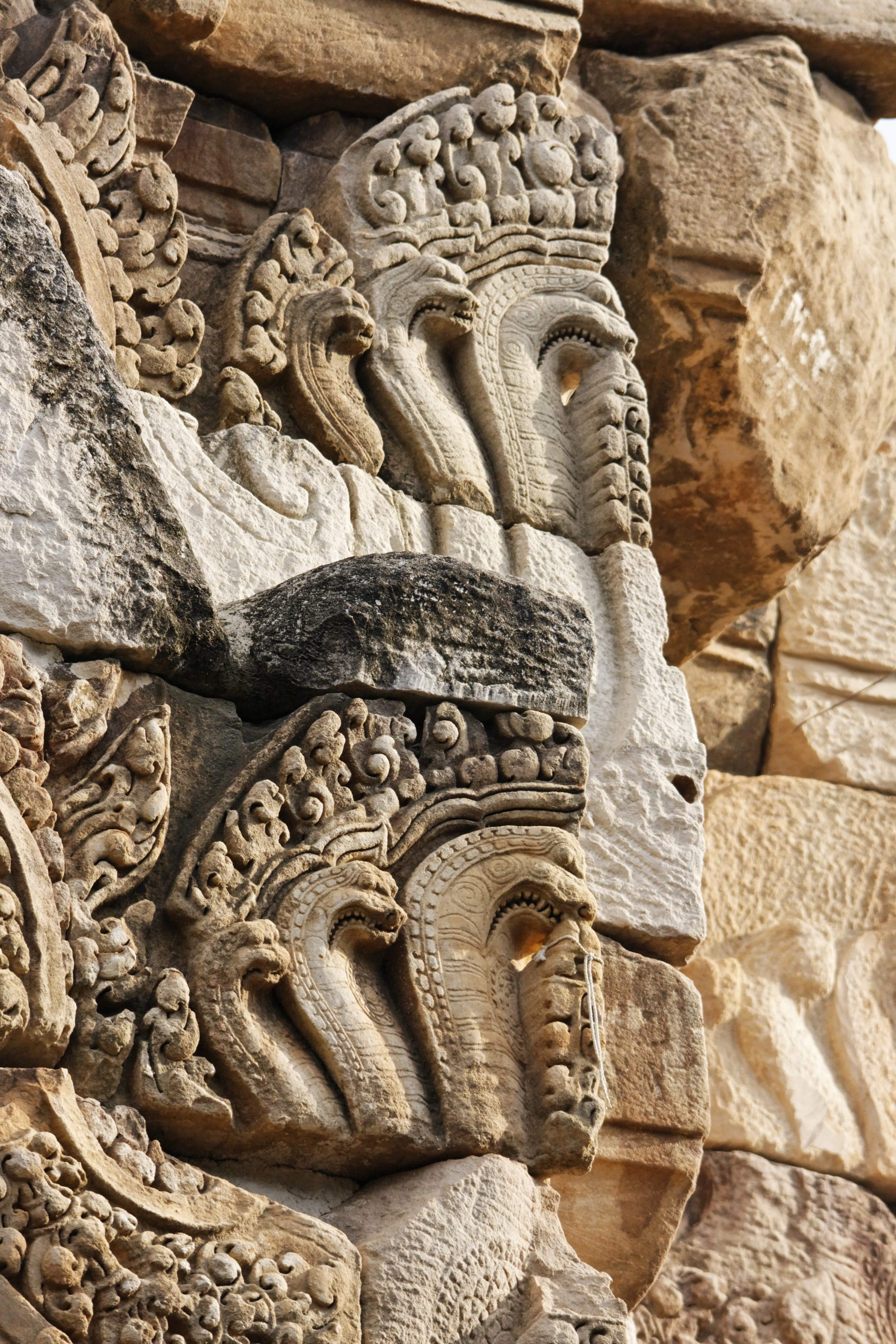
Nâga à cinq têtes
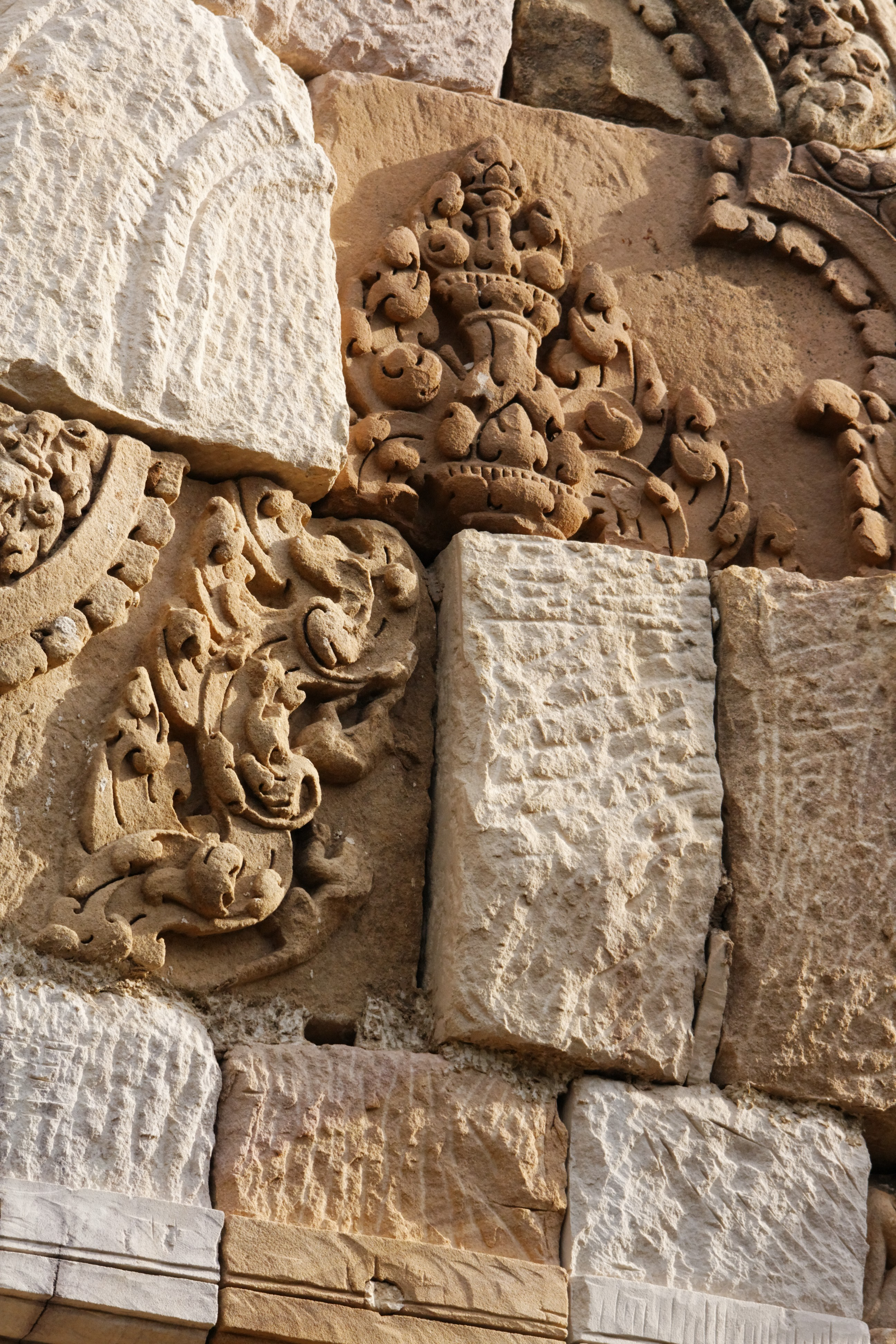
Détail d'un fronton montrant le travail de restauration par anastylose
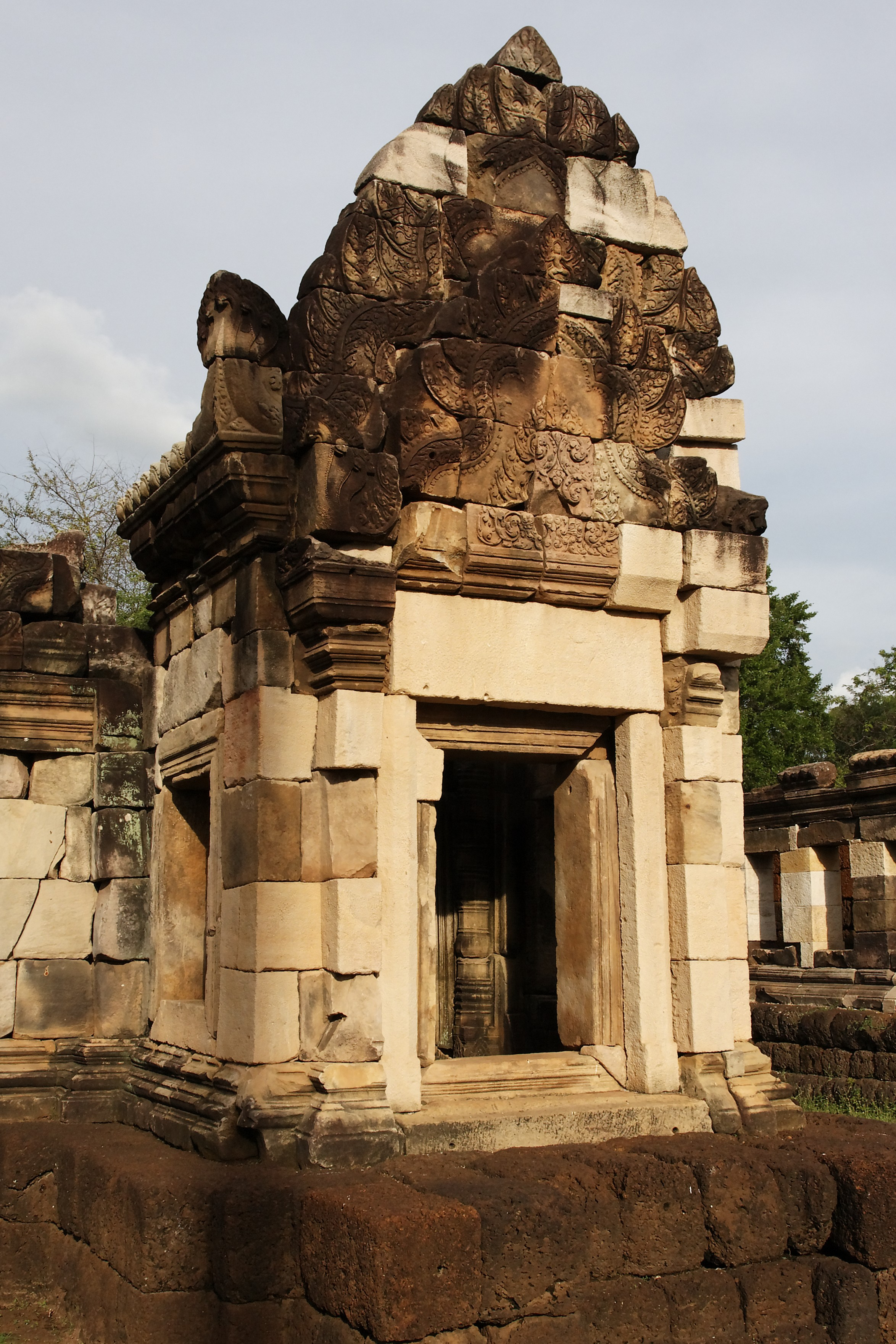
Gopura en grès sur base en latérite vu depuis l'intérieur de l'enceinte
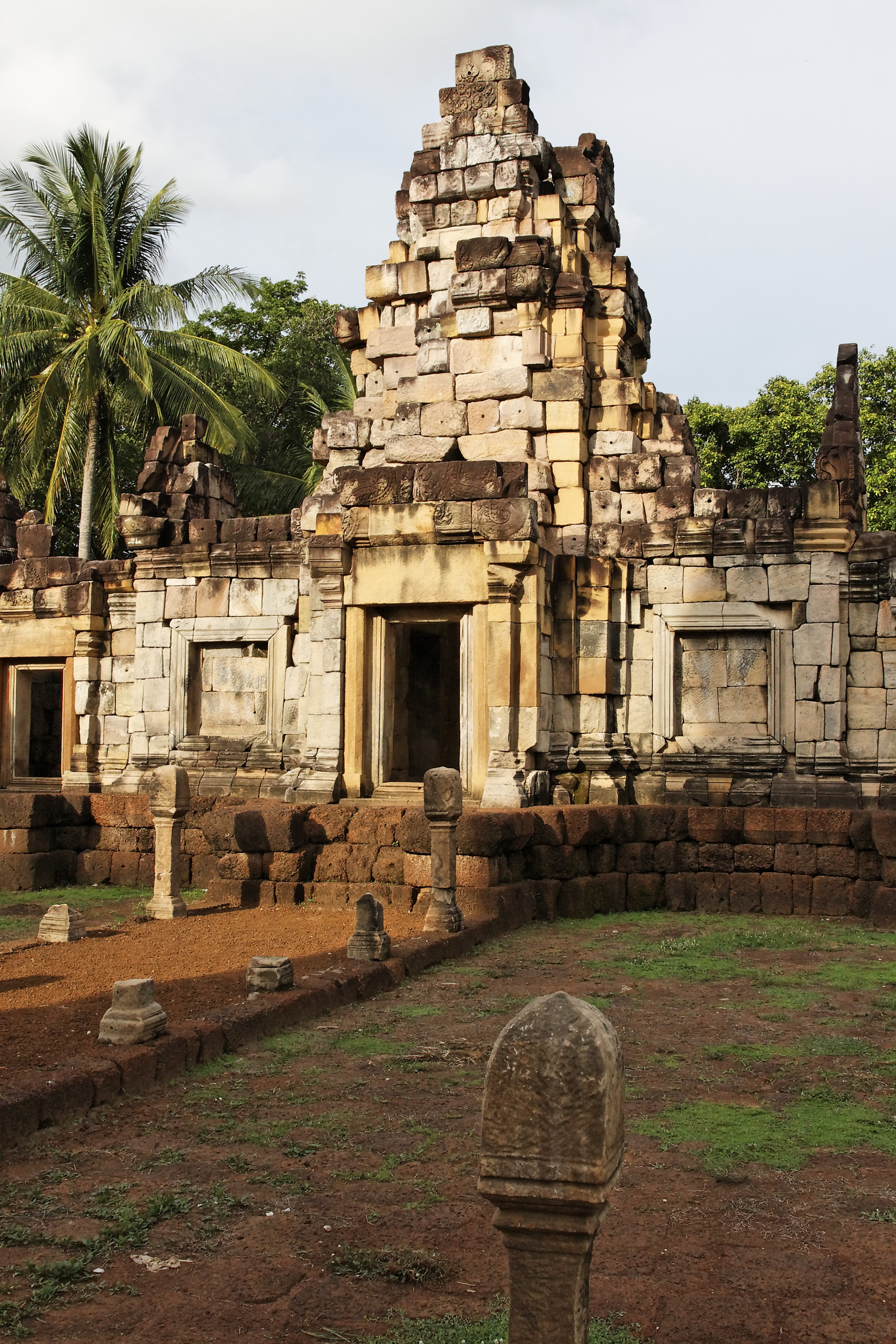
Gopura en grès sur base en latérite vu depuis l'extérieur de l'enceinte
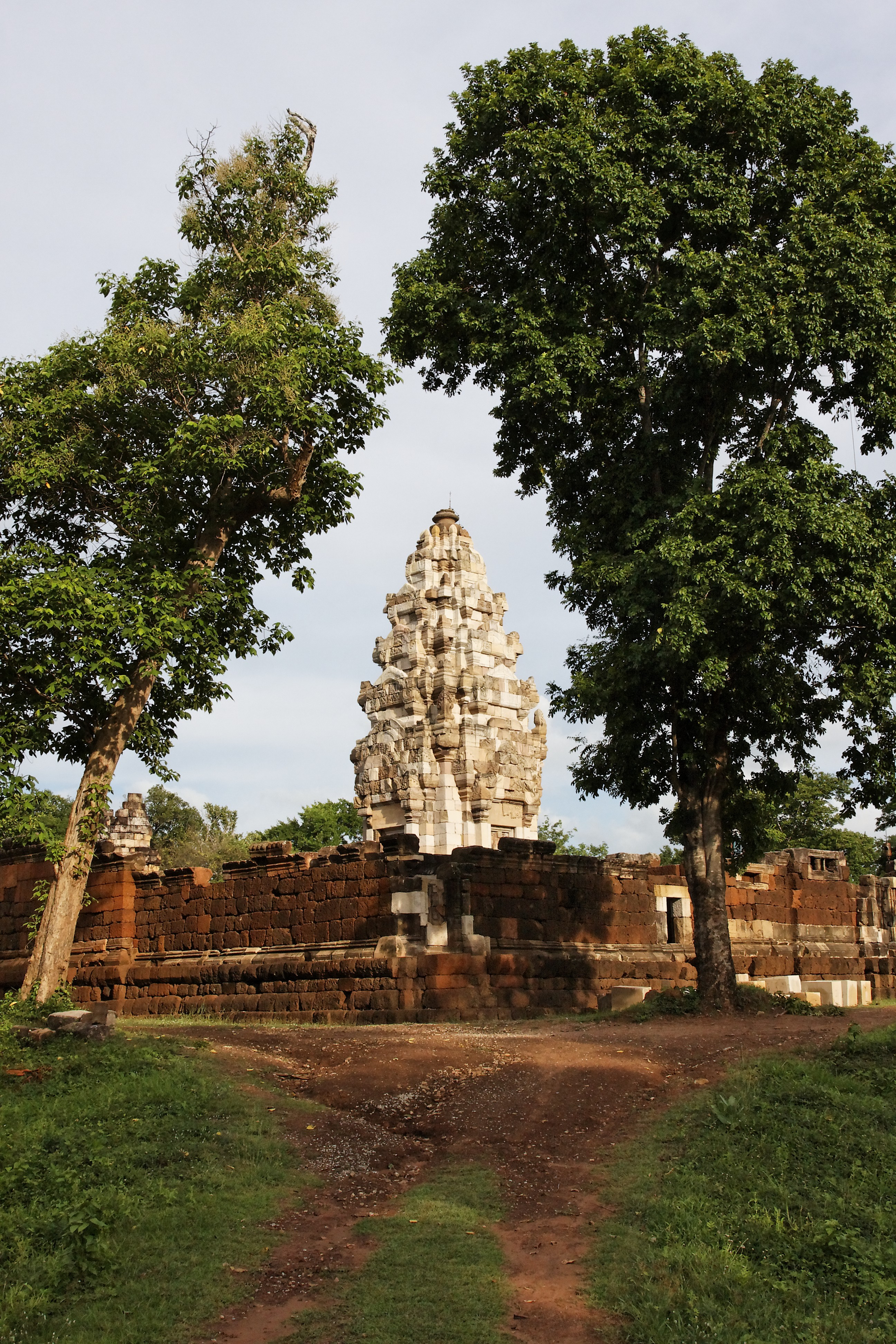
La tour principale et la galerie d'enceinte